# Otaru
Otaru (小樽市; Hepburn: Otaru-shi) város és kikötő Siribesiben, északnyugatra Szapporótól (Hokkaidó, Japán). A város az Isikari-öböllel szemben van és régóta szolgál fő kikötőjeként az öbölnek. Sok történelmi épületeivel Otaru népszerű turisztikai célpont, mivel csak 25 perces autóútra van Szapporótól.
2011. július 31-től a város becsült lakossága 131 706 fő, ebből 67 308 háztartás és a népsűrűsége 541,76 fő/km². A teljes területe 243,13 km². Habár ez a legnagyobb város Siribesi alprefektúrában, az alprefektúra fővárosa mégis a központilag elhelyezkedő Kuccsan.

## Földrajz
Otaru egy kikötőváros a Japán-tenger partján, az északi Siribesi alprefektúrában. A város déli részére jellemzők a különböző meredek hegyek, nevezetesen a Tengujama, és a talaj magasság élesen csökken a hegyektől a tenger felé. A tengerpart és a hegyek között található a városnak majdnem teljesen fejlett és a fejlett része, a város a hegy lejtőin Szaka no macsi-nak nevezzük, vagy Hegyek városának beleértve a Funamizaka nevű dombot (Hajó néző domb) és a Dzsigokuzaka dombot (Pokol domb).

### Szomszédos városok és települések
- Siribesi
  - Joicsi kerület: Joicsi, Akaigawa
- Isikari
  - Szapporo (Teine kerület, Minami kerület), Isikari

### Folyók
Otaruban található néhány folyó: Hosioki, Kiraicsi, Zenibako, Hariuszu, Aszari, Kacunai, Sioja, Mjoken, Irifune

## Klíma
Nyáron az időjárás, mint egész Nyugat-Hokkaidóban nagyon meleg és a maximum hőmérséklet 25 °C és magas a páratartalom - bár nem olyan kellemetlen, mint Dél-Japánban.
Télen azonban Otaru rendkívül havas, több mint 6,6 méter hó esik novembertől márciusig, mivel szinte folyamatosan havazik a napsütés jelenléte nagyon alacsony. Az átlagos max. hótakaró 1,22 méter. A szélsőséges hőmérséklet 34,9 °C (2000. aug. 1.) és -18,0 °C (1954. jan. 24.) között mozgott, amelyből a hónapban legnagyobb hóesés elérte a 3,1 métert.
| Hónap                               | Jan. | Feb. | Már. | Ápr. | Máj. | Jún. | Júl. | Aug. | Szep. | Okt. | Nov. | Dec. | Év   |
| ----------------------------------- | ---- | ---- | ---- | ---- | ---- | ---- | ---- | ---- | ----- | ---- | ---- | ---- | ---- |
| Átlagos max. hőmérséklet (°C)       | −0,7 | −0,1 | 3,7  | 10,8 | 16,4 | 20,1 | 23,7 | 25,6 | 21,9  | 15,7 | 8,1  | 1,7  | 12,3 |
| Átlaghőmérséklet (°C)               | −3,3 | −2,9 | 0,5  | 6,5  | 11,6 | 15,7 | 19,8 | 21,7 | 17,7  | 11,5 | 4,7  | −1,0 | 8,6  |
| Átlagos min. hőmérséklet (°C)       | −6,1 | −5,8 | −2,6 | 2,6  | 7,5  | 12,1 | 16,6 | 18,4 | 13,9  | 7,6  | 1,4  | −3,7 | 5,2  |
| Átl. csapadékmennyiség (mm)         | 26   | 22   | 20   | 13   | 11   | 9    | 10   | 10   | 13    | 16   | 21   | 24   | 193  |
| Havi napsütéses órák száma          | 66   | 78   | 130  | 176  | 201  | 184  | 164  | 172  | 165   | 146  | 82   | 63   | 1627 |
| Forrás: Japan Meteorological Agency |      |      |      |      |      |      |      |      |       |      |      |      |      |

## Népesség
| Lakosok száma | 131 928 | 121 924 | 112 452 |
|               | 2010    | 2015    | 2020    |

## Történelem

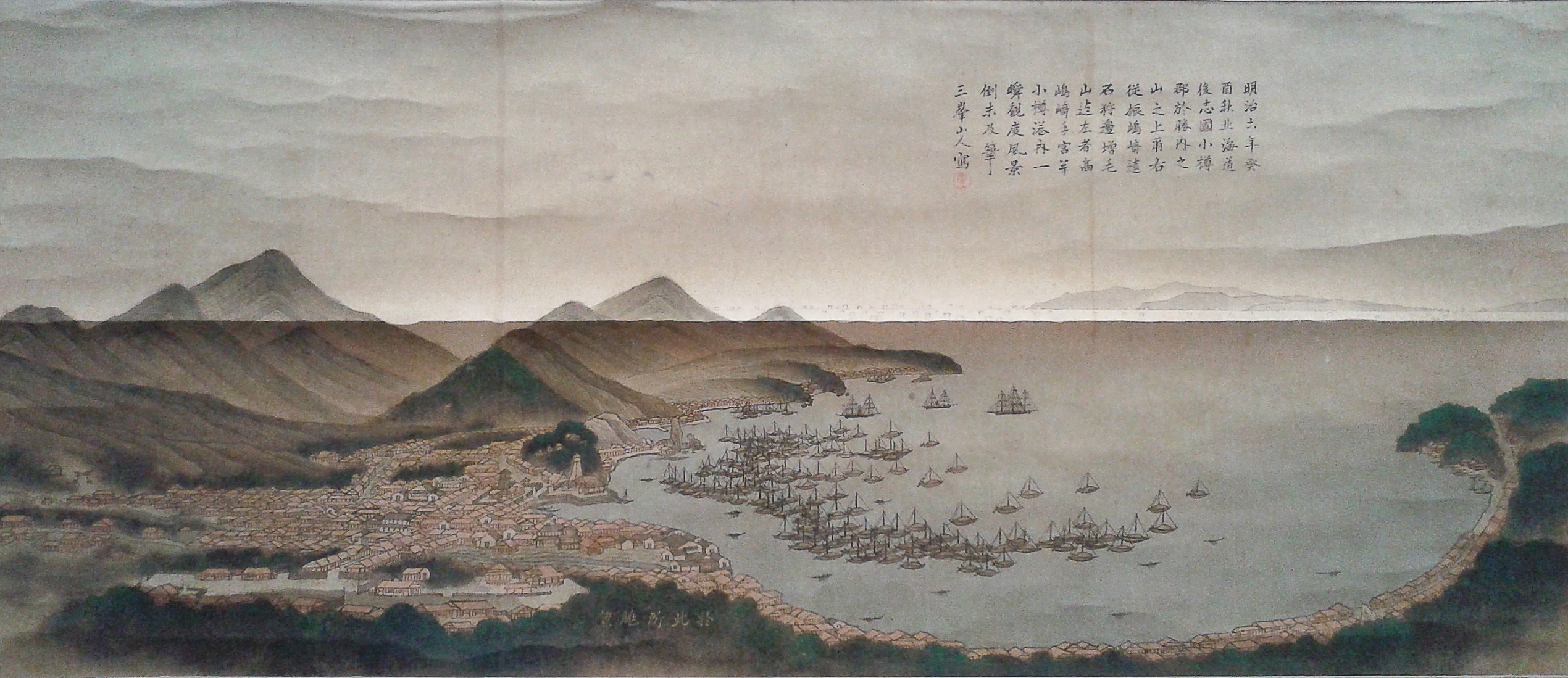
Otaru 1876-ban

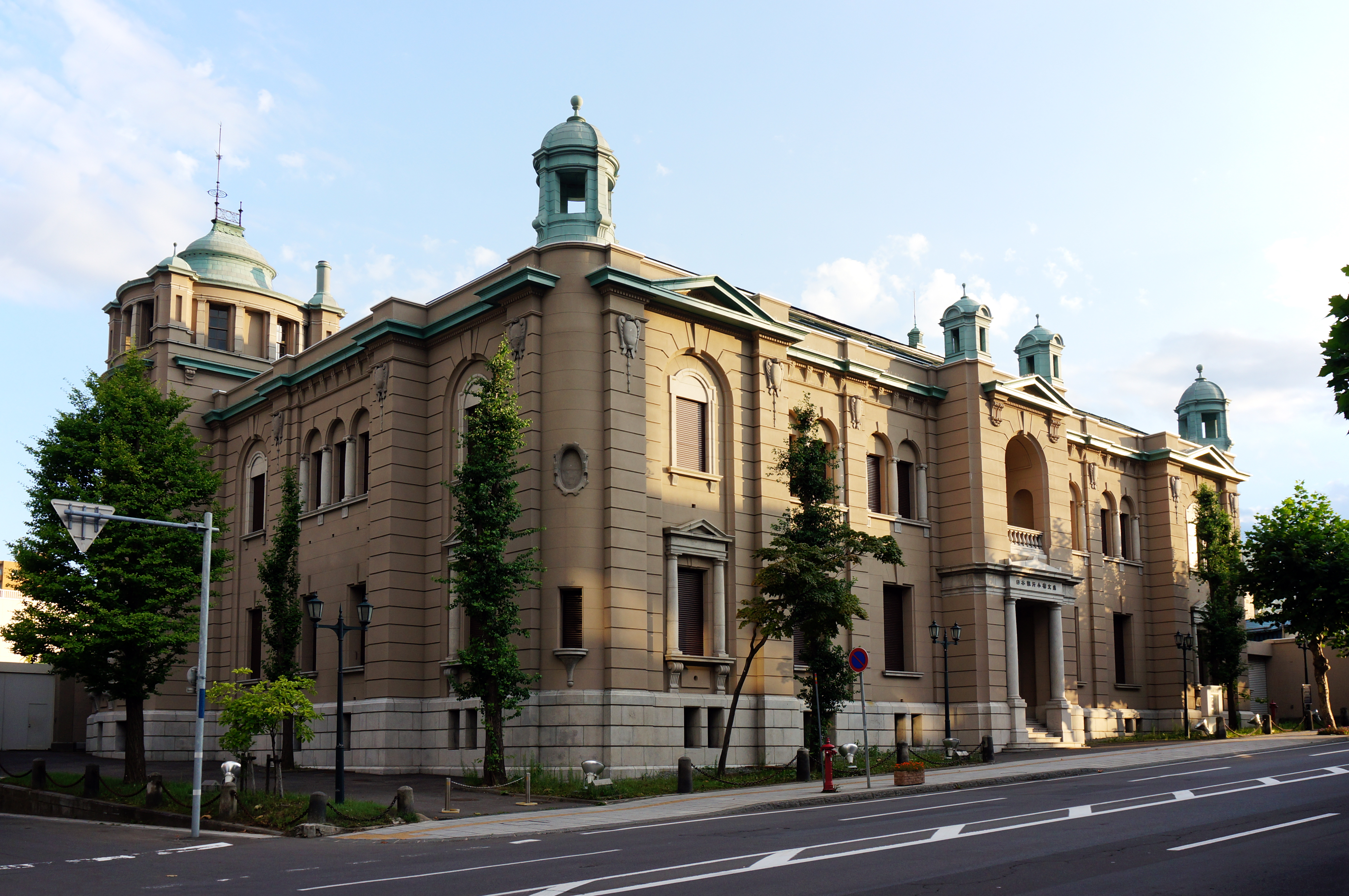
A Bank of Japan volt bankja Otaruban

A város egy ainu település volt, az Otaru név az ainu eredetre utal, lehetséges jelentése: "Folyó szalad végig a homokos tengerparton". A nagyon kis megmaradt része a Temija barlangnak tartalmaz faragványokat az ainu történelemből a Zoku-Dzsómon korszak idejéből (i.sz. 400). 1865-ben a bakufu faluként elismerte Otarut és 1880-ban az első vasútvonal megnyitott Hokkaidóban napi közlekedéssel Otaru és Szapporo között. 1899 júliusában egy császári rendelet Otarut az Egyesült Államokkal és az Egyesült Királysággal való kereskedelemért nyitott kikötőként fogadtatta el. A város jól virágzott, ahogy a pénzügyi és üzleti központ Hokkaidóban, olyan jól, mint a kereskedelmi kikötő japánok uralta déli Szahalin egészen az 1920-as évekig. 1924. december 26-án 600 db, dinamittal megrakott tehervonat robbant fel a Temija állomáson, tönkre téve a raktárt, a kikötői létesítményeket és a környező területeket. Helyi tisztviselők állítása szerint 94-en meghaltak és 200-an megsérültek. 1950-es évek óta a szén-ipar visszaesett a városban, emiatt a gazdasági központot áthelyezték Otaruból Szapporóba.

## Oktatás

### Egyetemek

#### Nemzeti
- Otaru Kereskedelmi Egyetem

#### Magán
- Hokkaidó Gyógyszerészeti Főiskola

### Középiskolák

#### Állami
- Hokkaidó Otaru Csorjo Középiskola

#### Magán
- Hokuso Középiskola

## Nevezetes látnivalók

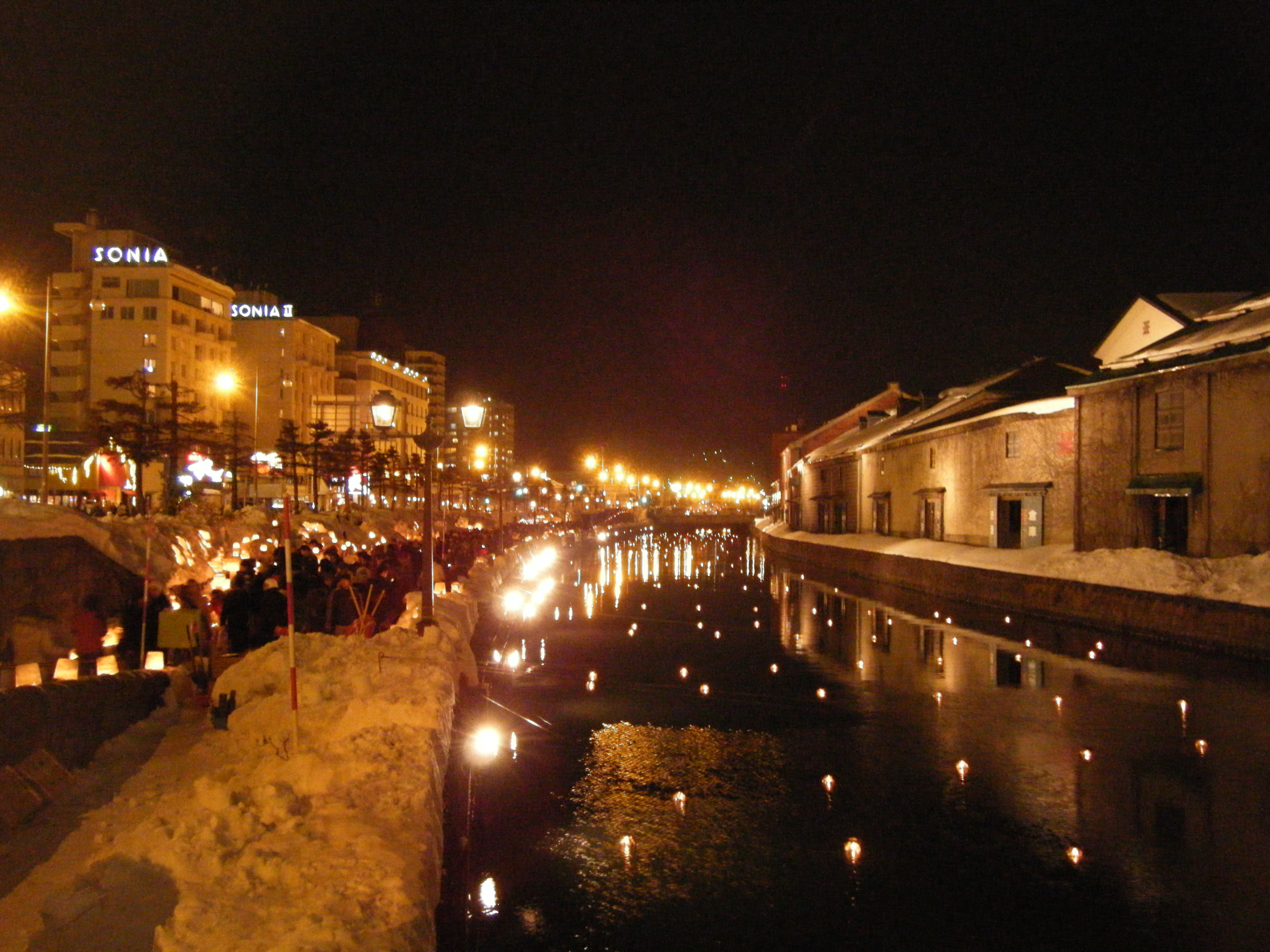
Otaru csatorna éjszaka

A csatorna viktorián stílusú lámpákkal díszített, melyek végigfutnak a városon. A város számos japán és orosz turistát vonz. Otaru nyugati részén híres látványosság a Nisin Goten (hering kúria). Ez a nagy, fából készült épület 1897-ben épült, egykoron Tanaka Hunkumacu, a heringhalászati iparág mágnásának háza volt. Eredetileg a szomszédos Tomari faluban állt és onnan költöztették ide 1958-ban. A látogatók láthatják a különbséget a 120 munkás első emeleti alvónegyede és a földszinti főúr luxus szobái között. Otaru jól ismert a sörről, és a csatorna mellett lévő középkori témájú étterem is népszerű. A városban jelentős számban vannak bevásárló üzletek és bazárok, de kevesebb, mint a közeli Szapporóban. Otaru kiemelkedő iparága a kézművesség, mint a üvegművészet és a zenélő dobozok.

## Tengujama

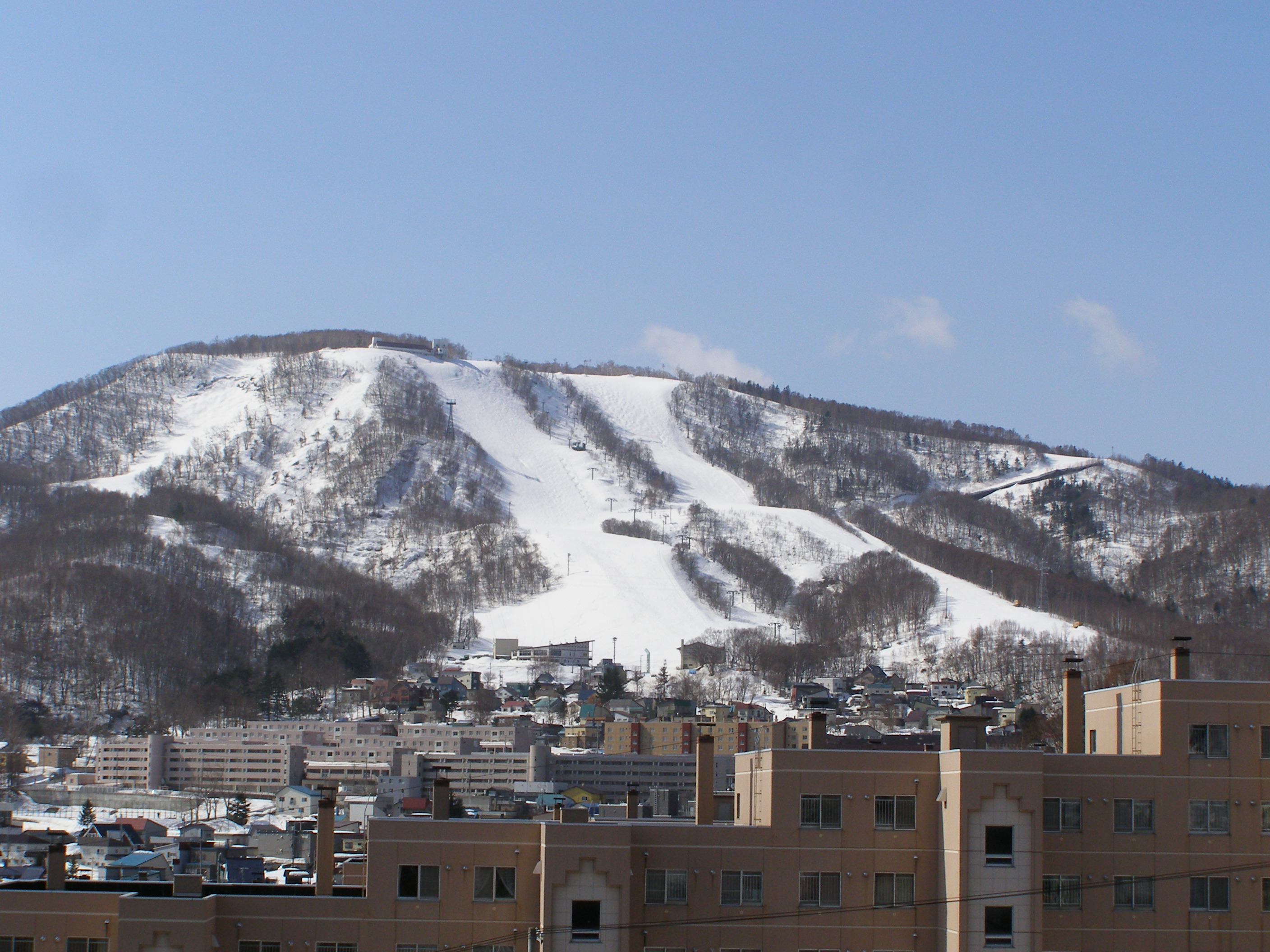
Otaru Tengujama síparadicsom

Otaru fontos kikötője Szapporónak. A város dimbes-dombos része a Tengujama lejtőin fekszik, amely jó hely a síelésre és más téli sportokra, az egyik ilyen hely elérhető az Otaru Tengujama kötélpályával.

## Testvérvárosai
- Nahodka, Oroszország
- Holmszk, Oroszország
- Dunedin, Új-Zéland

## Híres személyek
- Aocsi Szeidzsi, síugró
- Aszagami Jóko, szinkronszínész
- Fusze Gennoszuke, anatómus
- Itó Szei, író
- Kavamata Csiaki, író
- Kavamura Jukie, színésznő
- Kobayasi Maszaki, filmrendező
- Kobayasi Takidzsi, író
- Konuma Maszaru, filmrendező
- Tojoja Kótecujama, szumó birkózó
- Kjogoku Nacuhiko, író
- Maszajuma Motoszaburo, statisztikus
- Mijahira Hideharu, síugró
- Mijamoto Nobuko, színésznő
- Mizugucsi Tecuja, videójáték tervező
- Mizunoe Takiko, színésznő
- Murakami Maki, mangaka
- Murota Hideo, színész
- Nakamura Nobuo, színész
- Okabe Tecuja, Alpesi sí versenyző
- Takahasi Joko, harcos
- Umeki Mijosi, Oscar-díjas színésznő és énekesnő
- Jagi Hirokazu, síugró
- Jamanaka Akiko, politikus
- Jamagucsi Icsiro, zenész (Sakanaction)
- Jamanaka Szavao, zenész (The Pillows)
- Jamasita Kazumi, mangaka

## Fordítás
- Ez a szócikk részben vagy egészben  az   Otaru, Hokkaido című angol Wikipédia-szócikk ezen változatának fordításán alapul.  Az eredeti cikk szerkesztőit annak laptörténete sorolja fel. Ez a jelzés csupán a megfogalmazás eredetét és a szerzői jogokat jelzi, nem szolgál a cikkben szereplő információk forrásmegjelöléseként.